# Мочола
Мочо́ла (укр. Мочола, венг. Macsola) — село в Великобыйганьской сельской общине Береговского района Закарпатской области Украины.
Население по переписи 2001 года составляло 675 человек. Почтовый индекс — 90250. Телефонный код — 03141. Занимает площадь 3,43 км². Код КОАТУУ — 2120486001.